# Spiczyn (Łęczna)
Pour les articles homonymes, voir Spiczyn.
Spiczyn (prononciation : [ˈspit͡ʂɨn]) est un village polonais de la gmina de Spiczyn dans le powiat de Łęczna de la voïvodie de Lublin dans l'est de la Pologne.
Le village est le siège administratif (chef-lieu) de la gmina appelée gmina de Spiczyn.
Il se situe à environ 10 kilomètres au nord-ouest de Łęczna (siège du powiat) et 18 kilomètres au nord-est de Lublin (capitale de la voïvodie).

## Histoire
De 1975 à 1998, le village est attaché administrativement à l'ancienne Voïvodie de Lublin.

Depuis 1999, il fait partie de la nouvelle voïvodie de Lublin.